# José Escribens
José Luis Escribens Pacheco (* 9. September 1911; † 19. Oktober 1956 in Lima) war ein peruanischer Moderner Fünfkämpfer.
Escribens nahm an den Olympischen Sommerspielen 1936 in Berlin teil. Seinen Geländeritt konnte er nicht beenden und somit nahm er auch an den folgenden vier Teildisziplinen nicht mehr teil.